# Neményi Judit
Neményi Judit (1952. –) közgazdász. Férje, Halpern László (1950–) közgazdász.

## Életpályája
1974-ben végzett a Marx Károly Közgazdaságtudományi Egyetem népgazdasági tervező-elemző szakos hallgatójaként. 1974–1980 között INFELOR Rendszertechnikai Vállalat Ökonometriai főosztályának tudományos munkatársa volt. 1980–1985 között az Országos Tervhivatal Modellezési Főosztályának főelőadója volt. 1986–1988 között a Tervgazdasági Intézet tudományos munkatársa volt. 1988–1992 között a Központi Statisztikai Hivatal Gazdaságkutató Intézet tudományos főmunkatársa volt. 1992–1994 között a Pénzügyminisztérium Pénz- és Tőkepiaci Főosztály főosztályvezető-helyettese volt. 1992–1995 között a Kereskedelmi és Hitelbank felügyelőbizottsági tagja volt. 1995–1996 között a Magyar Nemzeti Bank főosztályvezető-helyettese; a Monetáris és államháztartási kutatások osztályának vezetője volt. 1996–2001 között a Magyar Nemzeti Bank vezető közgazdásza; a Közgazdasági és kutatási főosztály vezetője volt. 2001–2004 között a Pénzügykutató Zrt. tudományos főmunkatársa volt. 2004-ben IMF szakértő volt. 2004–2006 között a CASE tudományos tanácsadótestületének tagja volt. 2005–2011 között a Magyar Nemzeti Bank monetáris tanácsának tagja volt. 2011-től a Pénzügykutató Zrt. tudományos tanácsadója.